# كبور ولحبيب (مسلسل)
كبور ولحبيب سيتكوم مغربي للنجم حسن الفد مع نخبة من الممثلين آخرين، تم عرض موسمه الأول في رمضان 2016. فيما تم عرض موسمه الثاني في رمضان 2018 بطولة حسن الفد، هيثم مفتاح، زهور السليماني، ونجوم آخرون في قالب كوميدي ساخر.

## القصة
تسلط هذه السلسلة الكوميدية الضوء على الصدام بين الطبيعة البدوية لسكان المدن الجدد وبين نمط العيش العصري في قالب كوميدي، حيث يعيش كبور (حسن الفد) ولحبيب (هيثم مفتاح) حياة جديدة في غرفة على سطح عمارة في مدينة الدار البيضاء وتمر مواقف ساخرة ناتجة عن الصدام بين بدوية كبور ولحبيب وشعبوية صاحبة العمارة خديجة (سعاد العلوي) وحارس العمارة عزيز (مجيد السعيدي).

## طاقم العمل

### المشاركون
| الممثل       | الدور               |
| ------------ | ------------------- |
| حسن الفد     | كبور                |
| هيثم مفتاح   | لحبيب               |
| مجيد السعيدي | عزيز حارس العمارة   |
| سعاد العلوي  | خديجة صاحبة العمارة |
| سميرة هشيكة  | زهرة ابنة كبور      |

### المستبعدون
أكد حسن الفد عدم مشاركة دنيا بوطازوت بدور الشعيبية  ولا وجود لنرجس الحلاق لما تداول في كونها ستلعب دور الشعيبية 